# Xu Bu
Xu Bu (Chino simplificado: 徐步) (noviembre de 1962) es un diplomático chino. Se desempeñó como embajador de la República Popular China en Chile entre 2018 y 2020.

## Carrera
Es doctor en Derecho, y tiene estudios en ciencias políticas y relaciones internacionales.
Entre 1986 y 1990 ejerció como agregado consular de China en Karachi, Pakistán. Posteriormente, entre 1990 y 1994, trabajó como subjefe de departamento en la Dirección General de Información del Ministerio de Relaciones Exteriores. Entre 1994 y 1998 fue destinado a la embajada de China en el Reino Unido.
Más tarde, entre 1998 y 2001, fue jefe de departamento y consejero en la Dirección General de Planificación Política del Ministerio de Relaciones Exteriores. Luego fue consejero en la Misión Permanente de la República Popular China ante las Naciones Unidas (2001-2006), y subdirector general de Planificación Política del Ministerio de Relaciones Exteriores (2006-2009).
En 2009 fue destinado como ministro consejero de la Embajada de la República Popular China en Canadá, hasta 2011 cuando asumió como representante adjunto para asuntos de la Península de Corea. En 2015 fue nombrado embajador extraordinario y plenipotenciario de China ante la Asociación de Naciones del Sudeste Asiático (ASEAN). El 28 de enero de 2018 presentó sus credenciales como embajador extraordinario y plenipotenciario de su país en Chile, cargo que mantuvo hasta octubre de 2020. Ese mismo mes regresó a Pekín para asumir como presidente del Instituto de Estudios Internacionales de China, dependiente del Ministerio de Relaciones Exteriores.

## Controversias
En abril de 2019 criticó públicamente al secretario de Estado de los Estados Unidos Mike Pompeo, quien en su visita a Santiago de Chile había acusado a la empresa de tecnología china Huawei de estar controlada por el gobierno chino, y dijo que si Chile usaba sus «sistemas no confiables dentro de su red, forzará a los Estados Unidos a tomar decisiones sobre dónde ponemos nuestra información también». Xu Bu replicó a Pompeo diciendo que «ha perdido la cabeza, ha llegado demasiado lejos» y que sus declaraciones eran «una mentira maliciosa. […] No son más que un intento de sofocar el funcionamiento legítimo de las empresas de alta tecnología de China bajo el pretexto de seguridad».
En agosto de 2019 se publicó una columna de opinión suya en el diario chileno El Mercurio, donde criticaba al diputado Jaime Bellolio por haberse reunido con Joshua Wong, líder de las protestas contra China en Hong Kong, afirmando que había estado «con la persona equivocada». Bellolio respondió al embajador que celebraba el hecho de que «tenga en nuestro país la posibilidad de decir lo que piensa y protagonizar una polémica que ni él ni nadie podría protagonizar en China sin graves consecuencias personales».